# 艾茲普泰市鎮
艾茲普泰市鎮，曾是拉脫維亞的一個市鎮，設立於2009年，位於該國西部。人口10,368人，面積640.2平方公里，人口密度約12人/km2。
2021年7月1日，艾茲普泰市鎮与其它市镇一起合并为南库尔泽梅市镇。